# Стоянович, Лазар
Лазар Стоянович (серб. Лазар Стојановић; 1904, Кушилево — 9 февраля 1942, Смедеревска-Паланка) — югославский сербский партизан Народно-освободительной войны Югославии, Народный герой Югославии.

## Биография
Родился в 1904 году в деревне Кушилево. До войны работал госслужащим. Член Компартии Югославии с 1938 года, на фронте Народно-освободительной войны Югославии с 1941 года. Командовал Ресавской ротой 2-го Шумадийского партизанского отряда. Участвовал в отражении Первого антипартизанского наступления, после отступления партизан в Санджак остался со своим отрядом вести партизанскую борьбу.
В начале 1942 года после наступления немецких войск попал в плен и был брошен в тюрьму в Смедеревской-Паланке, где подвергался пыткам. Забит до смерти 9 февраля 1942, в тот же день его тело было вывешено на всеобщее обозрение с целью запугивания местного населения.
27 ноября 1953 посмертно награждён Орденом и званием Народного героя Югославии.